# František Hess
František Hess (20. září 1853 Hodonín – 21. dubna 1914 Hodonín) byl rakouský právník a politik české národnosti z Moravy, poslanec Moravského zemského sněmu.

## Biografie
Byl synem hodonínského měšťana Cyrila Hesse a Kateřiny, rozené Příkaské.
Vystudoval utrakvistickou (česko-německou) školu, pak nastoupil na brněnské německé nižší reálné gymnázium v Brně, později na první české gymnázium v Brně. Od roku 1873 studoval práva na Karlo-Ferdinandově univerzitě v Praze. Školu krátce přerušil kvůli vojenské službě. Poté, co složil druhou státní zkoušku a první rigorózum, byl coby záložní důstojník povolán roku 1878 opět do armády a zúčastnil se okupace Bosny a Hercegoviny. Po návratu z bojů dokončil studia. Po studiích nejprve nastoupil coby koncipient do kanceláře Dr. Popely v Praze a pak do brněnské kanceláře Dr. Františka Hodáče v Brně. Roku 1886 se usadil v rodném Hodoníně jako advokát. Jeho advokátní kancelář sídlila na náměstí Františka Josefa v domě číslo 14.
Byl veřejně a politicky aktivní. Už za studií v Praze byl činný ve výboru Akademického čtenářského spolku jako účetní. V letech 1880–1886 byl jednatelem Dobročinného komitétu dam v Brně. V moravské metropoli organizoval sbírku na obnovu vyhořelého Národního divadla v Praze. Od roku 1886 byl členem Sokola v Hodoníně a v období let 1887–1888 působil coby náčelník a pak od roku 1889 až do roku 1901 jako sokolský starosta. Inicioval vznik fondu a družstva pro výstavbu nové sokolovny v Hodoníně. Od roku 1887 redigoval Hodonínské listy coby první českojazyčné periodikum v regionu. List vycházel do roku 1902. Pak ho nahradily Slovanské listy (respektive Hodonínsko-břeclavské noviny coby jejich příloha), později Jižní Morava a v období let 1911–1913 Hodonín. Podílel se i na založení hodonínské české reálné školy. Předsedal hodonínské pobočce Ústřední Matice školské a byl činný v Matici Hodonské, založené roku 1894, jejímž hlavním úkolem bylo prosazení výstavby české reálky. Škola pak začala vyučovat ve školním roce 1894/1895, přičemž Hess ji podporoval i finančně. Podobným způsobem se zasadil o vznik místní Živnostenské školy pokračovací pro dívky roku 1907. Neúspěšně se snažil o ustavení české měšťanské školy. Měl zásluhy rovněž o rozvoj finančních ústavů. Byl ředitelem a přednostou kanceláře Spořitelny kontribučenského fondu, podporoval zakládání českých hospodářských spolků (od ledna 1890 takto fungoval okresní hospodářský spolek v Hodoníně). Zasedal v dozorčí radě Potravního spolku, který měl čelit síle německých obchodníků ve městě, a na postu předsedy výstavního výboru k uspořádání hospodářské a národopisné výstavy v Hodoníně.
Angažoval se v založení Českého politického spolku, který vznikl roku 1900. Podporoval všeobecné volební právo, osmihodinovou pracovní dobu nebo založení české univerzity v Brně. Zapojil se i do vysoké politiky. V zemských volbách roku 1906 byl zvolen na Moravský zemský sněm, kde zastupoval kurii venkovských obcí, český obvod Břeclav, Hodonín. Byl kandidátem lidové strany. Podle některých zdrojů byl samostatným (nezávislým) kandidátem. V dalším dobovém zdroji je řazen mezi pokrokářské kandidáty, ovšem výslovně zmiňován mimo skupinu mladočeských poslanců. Na sněmu patřil do klubu Lidové strany pokrokové na Moravě. Okolo roku 1912 místní tisk hlásí rozpory v Lidové straně pokrokové. Její klub v Břeclavi i v Hodoníně vyjádřil přání, aby v nadcházejících zemských volbách roku 1913 nebyl Hess kandidátem za městskou kurii v Hodoníně. Národní listy uvádějí, že Adolf Stránský čelí vnitrostranické krizi a že Hess si založil útočný plátek Hodonín, který štve proti všem nepohodlným lidem a tím připravuje půdu pro eventuální kandidaturu dra. Hessa v městské skupině Břeclava-Hodonín.
Zemřel náhle v dubnu 1914. Příčinou úmrtí byl zápal plic.
Po jeho smrti byla na jeho počest část dnešní Národní třídy v Hodoníně přejmenována na Hessovu. Pojmenování bylo později zrušeno za nacistické okupace.
Manželkou Františka Hesse byla od září 1882 Amálie Mayerová. Měli dva syny a dvě dcery. Syn Miloš Hess (1885–1946) byl příslušníkem československých legií v Rusku a později mimořádným plnomocníkem ČSR ve Východní Sibiři a v Číně. Dcera Ludmila (1887–1959) byla od roku 1910 manželkou pozdějšího hodonínského starosty Eduarda Krajíčka.